# Frédéric Ciriez
Frédéric Ciriez est un écrivain français né à Paimpol le 1er avril 1971.

## Biographie
Frédéric Ciriez a suivi des études de lettres et de linguistique clinique à Brest et à Rennes. Avant de publier de la fiction et des textes littéraires, il a été satiriste pendant ses études à La Presse d'Armor, le journal hebdomadaire de Paimpol et de la côte du Goëlo, en Bretagne.
Son imaginaire et son écriture, parfois qualifiée de baroque, l'emmènent vers des récits satiriques et dramatiques en prise sur le contemporain où se déploie son goût pour la fantaisie, le fantasque, l'humour et le mélo, dans ses sources noires et parfois érotiques.
Il tient la rubrique Fred Lumière dans le magazine de cinéma Première Classics.

### Fiction
- Récits B, éditions Verticales (2021)
- BettieBook, éditions Verticales (2018)
- Je suis capable de tout, éditions Verticales (2016)
- Mélo, éditions Verticales (2013, Prix Franz Hessel)
- Des néons sous la mer, éditions Verticales (2008)

### Critique littéraire
- Être et dents (2013), à propos des dents dans Locus solus de Raymond Roussel (éditions numériques d-fiction)

### Roman graphique
- Frantz Fanon, dessins de Romain Lamy, éditions La Découverte (2020)

### Préfaces
- "Temps court, temps long, temps mieux", préface de l'album Actualités de Micaël Queiroz, dit Micaël (éditions Les Cahiers dessinés, 2024)
- "La Banque des yeux de France", préface-fiction du livre de dessins de Jacques Floret, Le grosso modo, éditions Matière (2023)

### Scène
- Corps fleuris, avec la maison d'arrêt de Fleury-Mérogis - Mise en voix d'Arnaud Churin (BNF, 2024)
- Or comme ordure (Folle Pensée / Open Bay, Saint-Brieuc, 2018)
- Être et vent (Les Subsistances, Lyon, 2014)

### Adaptation au théâtre
- Paris (adaptation de la deuxième partie du roman Mélo, sur les sapeurs congolais, par le metteur en scène David Bobée, Les Subsistances, Lyon, 2015)

### Scénario
- La Loi de la jungle, long-métrage écrit par Antonin Peretjatko (réalisateur) et Frédéric Ciriez (Rectangle productions, 2014)

### Feuilleton
- #instafiction1, BernadetteBook, romance-photo sur Instagram en 2x10 posts, de #Bernadette Pivote et #Frédéric Ciriez (2018)
- Les Mystères du Grand Paris (2017)

### Textes publiés dans des ouvrages collectifs
- Sujet : Pouchet (in Zones, en déshérence, en devenir, éditions Canal architecture, 2023)
- Sur Les Enfants du massacre, de Giorgio Scerbanenco (in Ecrivains d'Italie, sous la direction de Philippe Vilain, éditions de Grenelle, collection Roma livres, 2023)
- Sapelogie(s), de Frédéric Ciriez et Jean-Louis Samba, un panorama de la Sape à Paris publié dans un ouvrage consacré à la capitale française par les éditions italiennes Iperborea, collection The Passenger (Parigi, Iperborea, Milan, 2020)
- Bel-Hamid, nouvelle (in Braquer une banque avec un pistolet à eau, recueil de quatre textes écrits à quatre mains par quatre auteurs et quatre "néo-auteurs" - Hamid Ammari & Frédéric Ciriez, Pascal Bernard & Nicolas Bouyssi, Paulo le Yougo & Thierry Pelletier, Fatima Najnaou & Jean-Luc Raharimanana, éditions Hors d'atteinte, 2019)
- Forme(s), nouvelle (in Rien ne se perd, tout se métamorphose, recueil de textes et d'illustrations publié par Les Nouveaux Corps Éditions, maison éphémère des étudiants de la promotion 2019 du Master édition de la Sorbonne, Paris, 2019)

- Le Théâtre ovale, nouvelle (in 2017 : L'élection improbable - 11 politiques fictions, La Tengo éditions, 2016)
- Paris sera toujours une fête (anthologie de textes sur Paris, dont un extrait de Mélo, collection Folio n° 6210, Gallimard, 2016)
- Boris, super Red Star (avec Boris Marazanoff, in Décalages, ouvrage sur les cultures populaires dans le football co-édité par les des éditions Salto et Myths, 2016)
- Le plein de super, le vide ordinaire (in Assises internationales du roman, titre 179, Bourgois, 2014)
- Bas de casse, à propos de Nicolas Cirier, typographe fou de l'imprimerie royale (in L'Éloge des cents papiers, 2011)
- Les Tables à huîtres (extrait de Des Néons sous la mer, in Petite anthologie de la littérature érotique, dirigée par Gilles Guilleron, First éditions, 2009)
- École : mission accomplie, entretiens avec Pierre Bergounioux, en collaboration avec Rémy Toulouse, éditions Les Prairies Ordinaires (2006)
- La Canne à ébullition de turquoises (Balzac méchant), nouvelle (in Musées, des mondes énigmatiques, éditions Denoël, collection Présence du futur, no 600, 1999)

### Textes et nouvelles publiés en revue ou dans la presse écrite / textes d'exposition
- Soudain un bloc d'Annie, Libération, le 15 août 2024. Hommage à Annie Le Brun.
- Réponse à la question : Ecrivez-vous des scènes de sexe ? Revue Aventures numéro1, Gallimard (2024)
- Les Vieilles de ma vie, revue L'Amour numéro 4, éditions Les Cahiers dessinés (2023)
- Le Sel des Maures, fiction-hommage à Georges Navel, En Attendant Nadeau, dossier spécial Soleil (2023)
- Justine digitale. Du coup de fouet au coup de cœur, Cahiers Sade 2, éditions les Cahiers (2023)
- Je cherche ta tombe, L'Âme au diable numéro 3 (2023)
- Strip manifesto, revue L'Amour numéro 3, éditions Les Cahiers dessinés (2022)
- 222, revue L'Amour numéro 2, éditions Les Cahiers dessinés (2022)
- Sur l'exposition Longue vie de Sébastien Thomazo, Galerie Ber, Cherbourg (2022)
- Suite normande, AOC média (2021)
- Toast à Tosquelles !, revue L'Amour numéro 1, éditions Les Cahiers dessinés (2021)
- Sign is money, exposition Lignes de vies, Mac Val (2019)
- Blocus solus, sur le 2 mai 68, Libération (2 mai 2018)
- La Lumière du Sud-Est, Forêt Vierge numéro 2 (2016)
- Marine Social Club, CQFD (novembre 2016)
- Nouvelles mythologies : le burger parisien et l'exception culturelle fantasmée - hommage aux Mythologies de Roland Barthes, levif.be (2015)
- San Famille, sur la publication en France de la bande dessinée muette San Mao, le petit vagabond, Libération (19 mars 2014)
- Petites mains, nouvelle, la NRF numéro 608 (2014)
- Penser/saper [archive], festival Mode d'Emploi, Lyon (2013)
- Performances périphériques (in "Périphérique, terre promise", un blog du collectif Babel Photo sur lemonde.fr, à l'occasion des 40 ans du périphérique parisien, 2013)
- Rennes des écrivains, un abécédaire, Place Publique, la revue urbaine Rennes-Saint-Malo, 2013
- Conduite voluptueuse, CQFD (numéro spécial été 2013)
- Rond-point à l'anglaise (Les Prairies, biennale d'art contemporain de Rennes, 2012)
- Gisant, à propos de la pochette du disque THIS IS HARDCORE de Pulp (exposition Music Covers, Point Ephémère, Paris, 2011)
- Femmes fumigènes, nouvelle, la NRF numéro 593 (2010)
- Ma vie en cent phrases (revue Du Nerf, numéro 1, 2005)